# Tirailleurs algériens

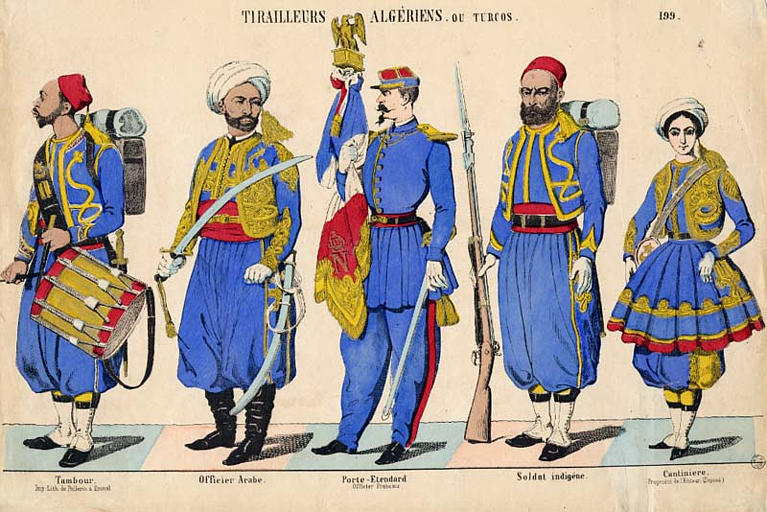
Tavola esplicativa dei costumi dei tiratori algerini. Seconda metà del XIX secolo.

I tiratori algerini (in francese Tirailleurs algériens), detti anche Turcos, fu il nome di un corpo dell'esercito francese esistente dal 1842 al 1964 e composto da algerini e tunisini provenienti dai protettorati francesi in Africa (dal 1958 chiamati solo "tiratori"). Essi vennero costituiti all'epoca del Regno di Francia, subito dopo la conquista francese dell'Algeria.

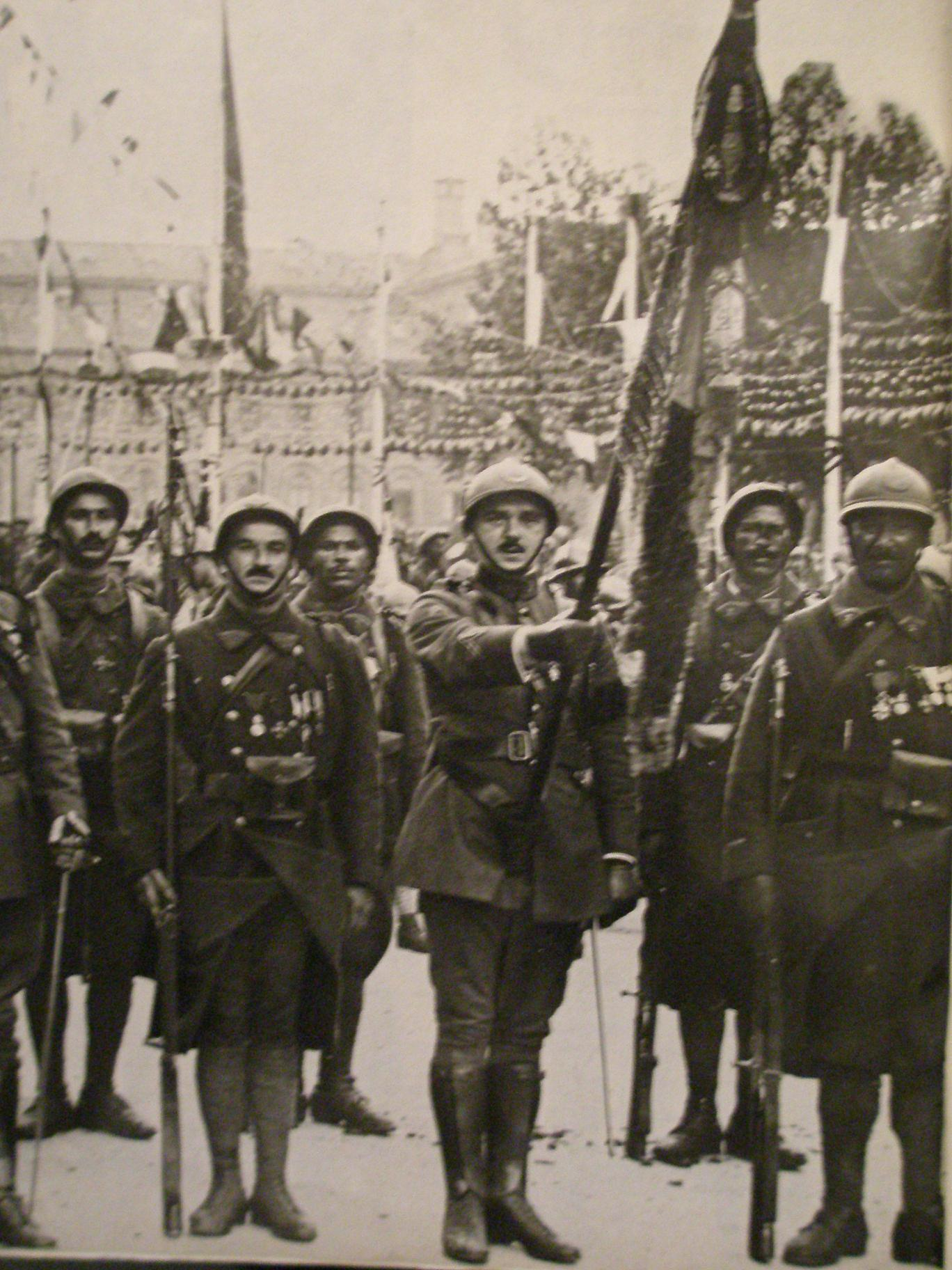
2º reggimento tiratori algerini con la bandiera decorata della Legion d'onore e della Médaille militaire il 13 luglio 1919 a Parigi.

Nell'organizzazione interna, ogni compagnia era comandata da almeno ufficiali necessariamente francesi, mentre i quattro sottufficiali e gli otto caporali potevano anche essere nativi. Le squadre erano composte da indigeni, mentre la maggior parte degli ufficiali e dei sottufficiali solitamente erano francesi metropolitani. Il costume tipico del corpo era di stile era arabo: giacca e gilet azzurro, turbante, burnus e calzamaglia.
All'origine del corpo, nel 1842, i turcos erano utilizzati unicamente in Algeria (a pari merito della Legione straniera), ma a partire dalla seconda guerra d'indipendenza italiana del 1859, iniziarono a prestare servizio anche in Europa, prendendo poi parte alla guerra franco-prussiana del 1870-1871 ed a quella di Tonchino del 1884. Vennero utilizzati anche nella prima guerra mondiale per l'occupazione della Renania da parte della Francia. La storia del corpo si concluse nei primi anni '60 con la dissoluzione dell'Armée d'Afrique.
Dagli avversari della Francia (come ad esempio tedeschi o turchi) i turcos erano additati propagandisticamente come lo sfruttamento etnico per fini bellici.